# 上海公共租界工部局學務處
上海公共租界工部局學務處，是上海公共租界工部局負責教育事務的機構，成立於1930年。學務處下設西人教育股、華人教育股以及局立學校等。西人教育股負責監督所有局立學校，包括西童學校、華童學校以及接受工部局資助的學校。華人教育股僅負責華童小學、夜校以及受工部局資助的華人學校等，並無管理與監督華童公學的權力。至1942年末，學務處管轄局立學校總計20所。1943年11月，因汪精卫政府接收上海公共租界，學務處事務及資產併入上海特別市教育局。